# K-Pop: Demonjägarna
K-Pop: Demonjägarna (engelska: KPop Demon Hunters) är en animerad fantasymusikal av Sony Pictures Animation, distribuerad genom Netflix med världspremiär 20 juni 2025. Filmen fick omedelbart stort genomslag internationellt och prisades framförallt för sin humor och musik, men även animation och unika visuella stil.
Filmen är gjord av den koreansk-kanadensiska regissören Maggie Kang i hennes regidebut, tillsammans med den mer väletablerade Chris Appelhans (känd bl.a. för den kinesisk-amerikanska filmen Önskedraken från 2021). Filmens produktionsteam är huvudsakligen av koreansk härkomst, liksom samtliga originalskådespelare, men den animerades i Kanada och hade ett amerikanskt produktionsbolag. Både visuellt och manusmässigt hämtar filmen stor inspiration från koreansk historia och mytologi men även nutida kultur, inte minst musikvärlden i form av K-pop, samt japansk anime och koreanskt drama.
Handlingen följer den fiktiva K-popgruppen HUNTR/X som lever ett dubbelliv som demonjägare, och demonernas försök att övervinna dem i form av ett rivaliserande pojkband.

## Handling
Prologen berättar att demoner, anförda av sin illvillige härskare Gwi-Ma, i otaliga generationer livnärt sig på människors själar. En barriär, kallad Honmoon, separerar demonernas värld från människornas, och upprätthålls genom sång. Till att försvara jorden väljs tre kvinnor ut under varje generation, för att genom sina musikaliska framträdanden skänka styrka åt Honmoon – och med övernaturliga krafter jaga och utrota de demoner som ändå slinker igenom.
I nutid har uppdraget fallit på den världsberömda K-popgruppen HUNTR/X (uttalas ”Huntrix”), bestående av den flitiga vokalisten Rumi, den hetlevrade dansaren Mira och den muntra rapparen Zoey. De vägleds av Rumis adoptivmor, den före detta demonjägaren Celine, som var en känd popsångerska på 1990-talet tillsammans med Rumis bortgångna biologiska mor. På höjden av gruppens framgång börjar Rumi plötsligt förlora sin legendariska sångröst, vilket visar sig bero på att hon själv är en halvdemon, vars infernaliska arv hon hemlighållit från sina kamrater. Bara Celine är medveten om hennes vånda, och förklarar att endast genom att utplåna alla demoner på jorden kan hon befrias från demonmärkena som förgiftar hennes kropp.
I demonernas värld är Gwi-Ma frustrerad över demonernas konstanta misslyckanden att undanröja HUNTR/X, och godtar till slut en minst sagt okonventionell strategi från en motvillig tjänare vid namn Jinu – demonerna skall bilda ett pojkband och stjäla HUNTR/X-tjejernas fans, själva källan till deras kraft. I utbyte kräver Jinu att Gwi-Ma skall radera hans mänskliga minnen, som plågat honom i 400 år.
HUNTR/X konfronterar demonpojkbandet, som kallar sig Saja Boys, och under striden mot demonerna upptäcker Jinu att Rumi bär likadana demonmärken som han och hans kamrater. Jinu hjälper henne att dölja märkena för Mira och Zoey, och flyr utan att kämpa vidare.
Jinu söker snart kontakt med Rumi i hemlighet och erbjuder, trots hennes upprepade försök att döda honom, både råd och stöd som hon inte kan få från någon annan. Han bekänner också att han en gång var en vanlig människa, som lurades till att sluta ett avtal med Gwi-Ma; han begåvades med en vacker sångröst som lät honom uppträda för hovet och räddade hans familj ur fattigdom och svält, men pakten kostade honom hans själ och dömde honom till evig tjänstgöring som demon, varvid hans familj fick lida värre än någonsin.
Saja Boys röner enorma framgångar och börjar ta både fans och priser från HUNTR/X. De frustrerade tjejerna börjar skriva en ”diss track” (”Takedown”) för att håna sina rivaler, men Rumi får snart dåligt samvete över vännernas obönhörliga avsky mot allt som har med demoner att göra. Genom sina hemliga möten med Jinu växer hennes sympati och förståelse för demonerna, och till slut föreslår hon ett avtal med Jinu: om han saboterar för Saja Boys och hjälper HUNTR/X vinna den stora idoltävlingen så kan de stärka Honmoon tillsammans, så till den grad att han blir fri från Gwi-Mas grepp. Hon erkänner för honom att källan till hennes försvagade röst var skammen över sitt demoniska ursprung, men att han har hjälpt henne övervinna den. Jinu inser att han inte längre kan höra Gwi-Mas röst i sitt huvud, och går hoppfullt med på Rumis anbud.
Gwi-Ma visar sig dock medveten om Jinus förräderi och torterar honom med hans egna minnen – att han inte alls förlorade sin familj på grund av Gwi-Ma, utan att han själv svek dem när han uppnådde berömmelse och rikedom, att han övergav dem vid palatsportarna och dömde dem till att svälta ihjäl utan hans försörjning. Gwi-Ma hotar att låta Jinu uppleva sin familjs lidande om och om igen, om han inte svär sin trohet åter och besegrar HUNTR/X.
Vid musiktävlingen så dyker inte Saja Boys upp, och HUNTR/X beslutar att uppträda med en av sina mer optimistiska sånger (”Golden”). Väl på scen visar sig Mira och Zoey vara förklädda demoner som lurar henne att utföra ”Takedown” innan de sliter sönder hennes scenkläder och avslöjar hennes demonmärken för världen. Förkrossad flyr Rumi från scenen och springer in i de riktiga Mira och Zoey, som chockeras över hennes svek och lögner då hon medger att hon är halvdemon och att hon dessutom samarbetat med Jinu utan deras vetskap. Hon konfronterar slutligen Jinu själv, men han avvisar hennes försök att närma sig honom och hävdar bestämt att han är bortom räddning.
Nu när HUNTR/X är som minst eniga lyckas Gwi-Ma nå igenom Honmoon med sin kraft och försätter publiken i trans, inklusive Mira och Zoey. Han leder dem mot ett nytt framträdande av Saja Boys (”Your Idol”), med vilket de ämnar förgöra Honmoon för gott och låta demonerna fritt invadera människornas värld. Samtidigt återvänder Rumi till Celine och ber henne att avsluta hennes liv. När Celine vägrar och erbjuder sig att fortsätta lögnen för Mira och Zoey blir Rumi rasande. Hon påstår att Celine aldrig älskade eller accepterade hennes demoniska sida, och säger sig vara trött på att dölja vem hon verkligen är, innan hon försvinner.
Rumi avbryter Saja Boys uppträdande med en ny sång (”What It Sounds Like”), som behandlar hennes skam och rädsla, och till slut lyckas bryta Gwi-Mas trans. Med Mira och Zoey åter vid sin sida kämpar Rumi mot demonerna för att rädda fansens själar, men Gwi-Ma visar sig vara för stark. Jinu hoppar plötsligt in och offrar sitt liv för att skydda Rumi, och skänker henne det sista av sin mänskliga själ. Med denna kraft besegrar hon Gwi-Ma och återställer Honmoon till sin forna styrka.
Filmen slutar med att de tre tjejerna slappnar av på ett badhus tillsammans; för första gången i sitt liv skäms inte Rumi över att visa upp sina demonmärken, och HUNTR/X är populärare än någonsin.

## Rollista och svensk dubbning
Den svenska dubbningen producerades av Eurotroll AB med Chaya Mandoki Jegéus som projektledare. Matilda Ugand stod för översättningen, medan Magnus Veigas agerade både regissör och mixtekniker. Ester Sjögren var ansvarig för rollbesättning av röstskådespelare.
Inga av K-poplåtarna i filmen dubbades till svenska, vilket somliga andra språks dubbningar gjorde (bl.a. franska, spanska, portugisiska, ryska och hindi). Även i den svenska dubbningen framförs alltså sångerna fortfarande av EJAE, Audrey Nuna, Rei Ami, Andrew Choi m.fl. Låtarna är huvudsakligen på engelska, men skiftar till koreanska under vissa stycken och inflikar ofta med enstaka ord eller korta uttryck på det språket. Endast under dialog, då huvudpersonerna spånar på idéer till sina låttexter, läses lyriken upp av de svenska röstskådespelarna, fortfarande på engelska.
| Karaktär       | Originalröst | Svensk röst |
| -------------- | --- | --- |
| Rumi           | Arden Cho | Elif Grahn Linroth |
| Rumi som liten | Rumi Oak | Elif Grahn Linroth |
| Rumis sångröst | EJAE | EJAE |
| Mira           | May Hong | Madeleine Martin |
| Miras sångröst | Audrey Nuna | Audrey Nuna |
| Zoey           | Ji-young Yoo | Malva Goldmann |
| Zoeys sångröst | Rei Ami | Rei Ami |
| Jinu           | Ahn Hyo-seop | Mikael Regenholz |
| Jinus sångröst | Andrew Choi | Andrew Choi |
| Bobby          | Ken Jeong | Fernando Fuentes |
| Gwi-Ma         | Lee Byung-hun | Jamil Drissi |
| Celine         | Yunjin Kim | Malin Arvidsson |
| Healer Han     | Daniel Dae Kim | Daniel Goldmann |
| Övriga röster  | Joel Kim Booster Alan Lee SungWon Cho Liza Koshy samUIL Lee (endast sång) Kevin Woo (endast sång) Neckwav (endast sång) Danny Chung (endast sång) | Jennie Jahns Hannes Duberg Emmi Tjernström Joni Modig Emilia Brown Filippa Steen Göran Engman Shirin Golchin Daniel Melén Gabriel Odenhammar Jennifer Sherwood Ellen Sarri Littorin Ester Sjögren Christopher Carlqvist Oskar Kongshöj Ronja Ugand |

## Produktion
Filmen producerades av Sony Pictures Animation och animerades av Sony Pictures Imageworks, en USA-baserad respektive kanadensisk avdelning av det japanska företaget Sony. Redan från början var regissören Maggie Kang dock dedikerad till att skapa en autentisk koreansk filmupplevelse. Nästan hela produktionsteamet är av koreansk härkomst, liksom samtliga originalskådespelare. Ett undantag är Kangs medregissör, Chris Appelhans, som åtminstone är gift med en koreanska och har erfarenhet av att arbeta med asiatisk film i form av Önskedraken (som förvisso är kinesisk och inte koreansk). Trots att originalspråket är engelska animerades munrörelserna på ett sätt som efterliknar det koreanska språket, liksom gester och ansiktsuttryck som anses typiska för koreaner. Låtarna i filmen skrevs och framfördes av en blandad skara riktiga K-popartister, inte minst den världsberömda tjejgruppen Twice.
Både handlingen och estetiken är djupt rotade i koreansk kultur i både dåtid och nutid, från uråldrig mytologi till medeltida historia till modern scenkultur. K-pop som musikgenre var en uppenbar inspiration jämte koreanskt drama, emedan den visuella stilen efterliknar japansk anime men också bär drag av den koreanska motsvarigheten aeni. De tre huvudpersonerna kämpar med typiska koreanska vapen – Rumi ett saingeom-svärd, Mira stångvapnet woldo och Zoey traditionella kastknivar – och demonpojkbandet i sina sanna former bär autentiska hanbok-dräkter från Joseondynastin kompletta med gat-hattar. Även konceptet med de magiska hjältinnorna som försvarar världen genom musik har sin grund i det historiska Korea, där shamaner nästan uteslutande var kvinnor som frammanade besvärjelser med hjälp av sång och dans.
Ett annat viktigt mål var enligt regissören att gå ifrån hur typiska actionhjältinnor (oftast skrivna av män) brukar framställas, d.v.s. ”sexiga och coola”. Istället ville hon humanisera de kvinnliga huvudpersonerna genom att låta dem ha normala mänskliga brister och skapa en verklighetstrogen bild av hur unga kvinnor beter sig utanför den manliga blicken. Fastän HUNTR/X alltid presterar perfekt på scenen så är de i det privata omogna och fåniga – i varandras närvaro så klär de sig slarvigt, de slukar stora mängder snacks, de bryr sig inte om bordsskick och de rapar högljutt efter maten. Filmen har utmärkt sig för sin osedvanligt realistiska och mänskliga framställning av tjejkompisgäng.

## Musik
Filmen är framförallt uppmärksammad och hyllad för sin musik. Mer än att vara en typisk musikal så är handlingen i K-Pop: Demonjägarna centrerad kring musik. Uppenbarligen är K-pop det huvudsakliga fokuset, men även rap, R&B och koreansk folkmusik förekommer och vävs ofta in i K-poplåtarna. Bakgrundsmusiken komponerades av den brasilianska pianisten och filmkompositören Marcelo Zarvos, som krediterats som huvudansvarig för filmmusiken, men en mängd olika artister från världen över bidrog till de olika låtarna som spelas i filmen. De flesta artisterna är antingen från Sydkorea, eller amerikanska eller kanadensiska medborgare av koreanskt ursprung.
Filmens soundtrack hamnade under vecka 26 på plats 55 på Sverigetopplistan, och plats 34 på den norska motsvarigheten. Mest framgångsrikt blev soundtracket i Storbritannien, där det överträffade alla andra album i popularitet och höll sig på första plats; senare kom det även att uppnå förstaplats i Australien, Nya Zeeland, Tyskland, Ungern och USA. Vecka 27 hade filmens soundtrack klättrat ända upp till plats 6 på Sverigetopplistan och plats 4 i Norge. Vecka 28 och 29 låg soundtracket på plats 2 i Sverige, överträffat endast av Somna med Humlan Djojj. Det uppnådde också plats 4 i Danmark, 5 i Finland och 3 på Island.

## Mottagande
Filmen fick omedelbart efter premiären ett översvallande gott mottagande. På Rotten Tomatoes åtnjöt K-Pop: Demonjägarna den 27 juni ett kritikerbetyg på 97% baserat på 32 recensioner och tittarbetyg på 87% baserat på över 1 000 betygsättningar, vilket också gjorde det till veckans högst rankade film. En hel månad efter premiären, 20 juli, hade filmen 96% (46 recensioner) respektive 91% (över 2 500 betygsättningar). Filmen hade redan en vecka efter sin debut på Netflix blivit en av plattformens populäraste och högst uppskattade animerade filmer någonsin, tillika en av Sony Pictures Animations mest framgångsrika produktioner. Filmen satte många rekord och var under sin första vecka den mest streamade filmen i hela 41 länder. Mer än en månad efter premiären förblev filmen den mest streamade på Netflix.
En explosionsartat växande fandom uppstod genast kring filmen med mängder av fanart, covers på sångerna, cosplay, fanfiktion, teorier, samt önskemål om mer material kring universumet. Somliga fans började jämföra K-Pop: Demonjägarna med Disney/Pixar-filmen Elio, som hade premiär samma datum. Till skillnad från K-Pop: Demonjägarna så fick Elio ett svalt publikmottagande och blev den största biofloppen i Pixars historia, och en enorm ekonomisk förlust för företaget. Detta utgör andra gången som en animerad originalfilm från Netflix överträffar den rivaliserande Disneyfilmen i anseende, efter Nimona respektive Elementärt som konkurrerade i juni 2023.